# 778 Теобальда
778 Теобальда (778 Theobalda) — астероїд головного поясу, відкритий 25 січня 1914 року.
Тіссеранів параметр щодо Юпітера — 3,105.